# Creixement personal
El creixement personal és un terme psicològic que significa fer un procés de reflexió i aprenentatge sobre un mateix.

## Esquemes mentals
L'educació, els valors dominants de la societat i les experiències particulars conformen tot un món de creences i valors (esquemes mentals). Amb tota aquesta informació es fa una interpretació de la realitat fent una classificació entre "el que està bé" i "el que està malament", segons si les actituds i pensaments concorden o no amb els esquemes mentals creats.
D'aquesta manera es crea una imatge, que és la que es mostra als altres. I s'oculta (reprimeix) una altra part del ser. Com a resultat es crea una lluita interna i insatisfacció personal. Aquesta actitud arriba a ser tan quotidiana que, amb la imatge que es pretén donar, esdevé un personatge.
Els objectius del personatge són:
- agradar, arribant al conformisme i renunciant a les necessitats; no es diu el que es pensa ni s'expressa el que se sent.
- sentir-se segur, els costums i hàbits aporten seguretat. Allò desconegut produeix sensació de buidor i por.
- sentir-se acceptat, no ser titllat d'"anormal" per la societat.
- ser fidel a l'educació transmesa pels pares, conservar l'aprovació paterna i materna.

## Teràpia
En la teràpia del creixement personal, es busca el coneixement d'un mateix; conèixer el jo social (la imatge creada) i el jo negat o reprimit.
Es tracta d'autoobservar-se mitjançant exercicis d'expressió d'emocions, visualitzacions, reflexions i meditacions centrades en l'"ací i ara". D'aquesta manera s'arriba a l'autoconeixement, l'acceptació i l'assertivitat.
Aquesta teràpia s'engloba dins de l'escola de psicologia humanista i gestàltica.

## Coaching personal
En el procés de coaching personal, moltes vegades, s'obté un creixement personal paral·lelament a l'assoliment dels objectius establerts.